# St. Clair (Minnesota)
St. Clair és una població dels Estats Units a l'estat de Minnesota. Segons el cens del 2000 tenia 827 habitants.

## Demografia
Segons el cens del 2000, St. Clair tenia 827 habitants, 295 habitatges, i 220 famílies. La densitat de població era de 580,6 habitants per km².
Per edats la població es repartia de la següent manera: un 32,3% tenia menys de 18 anys, un 8,5% entre 18 i 24, un 31,4% entre 25 i 44, un 18,3% de 45 a 60 i un 9,6% 65 anys o més.
L'edat mediana era de 32 anys. Per cada 100 dones de 18 o més anys hi havia 95,1 homes.
La renda mediana per habitatge era de 43.854 $ i la renda mediana per família de 50.333 $. Els homes tenien una renda mediana de 32.050 $ mentre que les dones 22.102 $. La renda per capita de la població era de 19.512 $. Entorn del 3,6% de les famílies i el 7,2% de la població estaven per davall del llindar de pobresa.

## Poblacions més properes
El següent diagrama mostra les poblacions més properes.